# Ao Vivo Vol.2 (álbum de Novo Som)
Ao Vivo Vol.2 é o segundo álbum ao vivo, da banda Novo Som lançado em 1999.
A gravação foi realizada em Vitória (ES), com um repertório baseado nos sucessos dos cds "Luz", "De Coração, "Meu Universo" e "Não é o Fim".[carece de fontes?]
Apesar de conter diversos dos maiores hits do Novo Som, o resultado final deste álbum em termos de captação de áudio, sonoridade e mixagem não foram satisfatórios.

## Faixas
(Todas as músicas por Lenilton, exceto onde anotado)
1. Abertura / Deixa Brilhar a Luz - 09:26
2. Bandido ou Herói - 05:20
3. Além do Céu Azul - 03:49
4. Meu Universo - 04:25 (Lenilton e Val Martins)
5. Luz - 04:33
6. Nova Estrada - 05:54
7. Por Um Mundo Melhor - 04:43
8. Venha Ser Feliz - 04:28 (Lenilton, Val Martins e César Lemos)
9. Na Batida do Seu Coração - 05:38 (Alex Gonzaga, Mito e Lenilton)
10. Nossa História - 05:11
11. Escrevi - 05:21
12. Não Me Deixe Te Deixar - 08:31

## Créditos
- Lead Vocal: Alex Gonzaga

- Teclados: Mito

- Guitarra: Duda Nascimento

- Baixo: Lenilton

- Bateria: Geraldo Abdo